# Pittsburgh Penguins 2008/2009
Sezóna 2008/2009 byla 41. sezónou Pittsburghu Penguins v NHL a získali v ní potřetí v historii klubu Stanley Cup. Po základní části skončili ve východní konferenci na 4. místě.

## Před sezónou
- Hráči kterým skončila smlouva a odešli: Ty Conklin, Marián Hossa, Jarkko Ruutu, Georges Laraque, Nathan Smith, Alain Nasreddine
- Volní hráči kteří podepsali smlouvu s Pittsburghem: Eric Godard, Miroslav Šatan, Ruslan Fedotěnko, Matt Cooke, Janne Pesonen, Bill Thomas
- Do Tampy Bay odešli výměnou za možnost volby v příštím draftu Gary Roberts a Ryan Malone

## Základní část
|                     | Z  | V  | P  | PP | VG  | OG  | B  |
| ------------------- | -- | -- | -- | -- | --- | --- | -- |
| Pittsburgh Penguins | 82 | 45 | 28 | 9  | 264 | 239 | 99 |

### Statistiky hráčů
| hráč             |           |   | Z  | G  | A  | B   | TM  |                                       |
| ---------------- | --------- | - | -- | -- | -- | --- | --- | ------------------------------------- |
| Jevgenij Malkin  | Rusko     | Ú | 82 | 35 | 78 | 113 | 80  |                                       |
| Sidney Crosby    | Kanada    | Ú | 77 | 33 | 70 | 103 | 76  |                                       |
| Jordan Staal     | Kanada    | Ú | 82 | 22 | 27 | 49  | 37  |                                       |
| Petr Sýkora      | Česko     | Ú | 76 | 25 | 21 | 46  | 36  |                                       |
| Ruslan Fedotěnko | Ukrajina  | Ú | 65 | 16 | 23 | 39  | 44  |                                       |
| Miroslav Šatan   | Slovensko | Ú | 65 | 17 | 19 | 36  | 36  |                                       |
| Tyler Kennedy    | Kanada    | Ú | 67 | 15 | 20 | 35  | 30  |                                       |
| Kris Letang      | Kanada    | O | 74 | 10 | 23 | 33  | 24  |                                       |
| Matt Cooke       | Kanada    | Ú | 76 | 13 | 18 | 31  | 101 |                                       |
| Max Talbot       | Kanada    | Ú | 75 | 12 | 10 | 22  | 63  |                                       |
| Alex Goligoski   | USA       | O | 45 | 6  | 14 | 20  | 16  |                                       |
| Sergej Gončar    | Rusko     | O | 25 | 6  | 13 | 19  | 26  |                                       |
| Brooks Orpik     | USA       | O | 79 | 2  | 17 | 19  | 73  |                                       |
| Chris Kunitz     | Kanada    | Ú | 20 | 7  | 11 | 18  | 16  | 26. února přišel z Anaheimu           |
| Rob Scuderi      | Kanada    | Ú | 81 | 1  | 15 | 16  | 18  |                                       |
| Ryan Whitney     | USA       | Ú | 28 | 2  | 11 | 13  | 16  | 26. února odešel do Anaheimu          |
| Bill Guerin      | USA       | Ú | 17 | 5  | 7  | 12  | 18  | 4. března přišel z New York Islanders |
| Hal Gill         | USA       | O | 62 | 2  | 8  | 10  | 53  |                                       |
| Mark Eaton       | USA       | O | 68 | 4  | 5  | 9   | 36  |                                       |
| Philippe Boucher | Kanada    | O | 25 | 3  | 3  | 6   | 24  | 16. listopadu přišel z Dallasu        |
| Mike Zigomanis   | Kanada    | Ú | 22 | 2  | 4  | 6   | 27  |                                       |
| Eric Godard      | Kanada    | Ú | 71 | 2  | 2  | 4   | 171 |                                       |
| Bill Thomas      | USA       | Ú | 16 | 2  | 1  | 3   | 2   |                                       |
| Dustin Jeffrey   | Kanada    | Ú | 14 | 1  | 2  | 3   | 0   |                                       |
| Chris Minard     | Kanada    | Ú | 20 | 1  | 2  | 3   | 4   |                                       |
| Darryl Sydor     | Kanada    | O | 8  | 1  | 1  | 2   | 2   | 16. listopadu odešel do Dallasu       |
| Jeff Taffe       | USA       | Ú | 8  | 0  | 2  | 2   | 2   |                                       |
| Tim Wallace      | Kanada    | Ú | 16 | 0  | 2  | 2   | 7   |                                       |
| Luca Caputi      | Kanada    | Ú | 5  | 1  | 0  | 1   | 4   |                                       |
| Craig Adams      | Kanada    | Ú | 9  | 0  | 1  | 1   | 0   | 4. března přišel z Chicaga            |
| Paul Bissonnette | Kanada    | Ú | 15 | 0  | 1  | 1   | 22  |                                       |
| Connor James     | Kanada    | Ú | 1  | 0  | 0  | 0   | 0   |                                       |
| Ryan Stone       | Kanada    | Ú | 2  | 0  | 0  | 0   | 2   |                                       |
| Ben Lovejoy      | USA       | O | 2  | 0  | 0  | 0   | 0   |                                       |
| Janne Pesonen    | Finsko    | Ú | 7  | 0  | 0  | 0   | 0   |                                       |

### brankáři
| hráč              |        | Z  | V  | nuly | %     |
| ----------------- | ------ | -- | -- | ---- | ----- |
| Marc-André Fleury | Kanada | 62 | 35 | 4    | 91,24 |
| Dany Sabourin     | Kanada | 19 | 6  | 0    | 89,85 |
| Mathieu Garon     | Kanada | 4  | 2  | 0    | 89,36 |
| John Curry        | Kanada | 3  | 2  | 0    | 91,30 |

## Play off

### Série
- Pittsburgh – Philadelphia 4:2
- Pittsburgh – Washington 4:3
- Pittsburgh – Carolina 4:0
- Pittsburgh – Detroit 4:3

Celkem: 16 výher 8 proher

### Přehled zápasů
| #  | datum     | Domácí       |   | Hosté        | Výsledek | góly Pittsburghu                           |
| -- | --------- | ------------ | - | ------------ | -------- | ------------------------------------------ |
| 1  | 15.4 2009 | Pittsburgh   | - | Philadelphia | 4:1      | Crosby, Kennedy, Malkin, Eaton             |
| 2  | 17.4 2009 | Pittsburgh   | - | Philadelphia | 3:2 pp   | Guerin 2, Malkin                           |
| 3  | 19.4 2009 | Philadelphia | - | Pittsburgh   | 6:3      | Malkin 2, Scuderi                          |
| 4  | 21.4 2009 | Philadelphia | - | Pittsburgh   | 1:3      | Crosby, Kennedy, Talbot                    |
| 5  | 23.4 2009 | Pittsburgh   | - | Philadelphia | 0:3      |                                            |
| 6  | 25.4 2009 | Philadelphia | - | Pittsburgh   | 3:5      | Crosby 2, Fedotěnko, Eaton, Gončar         |
| 7  | 2.5 2009  | Washington   | - | Pittsburgh   | 3:2      | Crosby, Eaton                              |
| 8  | 4.5 2009  | Washington   | - | Pittsburgh   | 4:3      | Crosby 3                                   |
| 9  | 6.5 2009  | Pittsburgh   | - | Washington   | 3:2pp    | Fedotěnko, Malkin, Letang                  |
| 10 | 8.5 2009  | Pittsburgh   | - | Washington   | 5:3      | Gončar, Guerin, Fedotěnko, Crosby, Talbot  |
| 11 | 9.5 2009  | Washington   | - | Pittsburgh   | 3:4pp    | Staal, Fedotěnko, Cooke, Malkin            |
| 12 | 11.5 2009 | Pittsburgh   | - | Washington   | 4:5pp    | Guerin, Eaton, Letang, Crosby              |
| 13 | 13.5 2009 | Washington   | - | Pittsburgh   | 2:6      | Crosby 2, Adams, Guerin, Letang, Staal     |
| 14 | 18.5 2009 | Pittsburgh   | - | Carolina     | 3:2      | Šatan, Malkin, Boucher                     |
| 15 | 21.5 2009 | Pittsburgh   | - | Carolina     | 7:4      | Malkin 3, Crosby, Talbot, Kunitz, Kennedy  |
| 16 | 23.5 2009 | Carolina     | - | Pittsburgh   | 2:6      | Malkin 2, Crosby, Fedotěnko, Adams, Guerin |
| 17 | 26.5 2009 | Carolina     | - | Pittsburgh   | 1:4      | Fedotěnko, Talbot, Guerin, Adams           |
| 18 | 30.5 2009 | Detroit      | - | Pittsburgh   | 3:1      | Fedotěnko                                  |
| 19 | 31.5 2009 | Detroit      | - | Pittsburgh   | 3:1      | Malkin                                     |
| 20 | 2.6 2009  | Pittsburgh   | - | Detroit      | 4:2      | Talbot 2, Letang, Gonchar                  |
| 21 | 4.6 2009  | Pittsburgh   | - | Detroit      | 4:2      | Malkin, Staal, Crosby, Kennedy             |
| 22 | 6.6 2009  | Detroit      | - | Pittsburgh   | 5:0      |                                            |
| 23 | 9.6 2009  | Pittsburgh   | - | Detroit      | 2:1      | Staal, Kennedy                             |
| 24 | 12.6 2009 | Detroit      | - | Pittsburgh   | 1:2      | Talbot 2                                   |

### Statistiky hráčů
| hráč             |           |   | Z  | G  | A  | B  | TM |
| ---------------- | --------- | - | -- | -- | -- | -- | -- |
| Jevgenij Malkin  | Rusko     | Ú | 24 | 14 | 22 | 36 | 51 |
| Sidney Crosby    | Kanada    | Ú | 24 | 15 | 16 | 31 | 14 |
| Bill Guerin      | USA       | Ú | 24 | 7  | 8  | 15 | 15 |
| Ruslan Fedotěnko | Ukrajina  | Ú | 24 | 7  | 7  | 14 | 4  |
| Sergej Gončar    | Rusko     | O | 22 | 3  | 11 | 14 | 12 |
| Chris Kunitz     | Kanada    | Ú | 24 | 1  | 13 | 14 | 19 |
| Max Talbot       | Kanada    | Ú | 24 | 8  | 15 | 13 | 19 |
| Kris Letang      | Kanada    | O | 23 | 4  | 9  | 13 | 26 |
| Tyler Kennedy    | Kanada    | Ú | 24 | 5  | 4  | 9  | 4  |
| Jordan Staal     | Kanada    | Ú | 24 | 4  | 5  | 9  | 9  |
| Mark Eaton       | USA       | O | 24 | 4  | 3  | 7  | 10 |
| Matt Cooke       | Kanada    | Ú | 24 | 1  | 6  | 7  | 22 |
| Miroslav Šatan   | Slovensko | Ú | 17 | 1  | 5  | 6  | 11 |
| Craig Adams      | Kanada    | Ú | 24 | 3  | 2  | 5  | 16 |
| Rob Scuderi      | Kanada    | Ú | 24 | 1  | 4  | 5  | 6  |
| Philippe Boucher | Kanada    | O | 9  | 1  | 3  | 4  | 4  |
| Brooks Orpik     | USA       | O | 24 | 0  | 4  | 4  | 22 |
| Hal Gill         | USA       | O | 24 | 0  | 2  | 2  | 6  |
| Petr Sýkora      | Česko     | Ú | 7  | 0  | 1  | 1  | 0  |
| Alex Goligoski   | USA       | O | 2  | 0  | 1  | 1  | 0  |
| Pascal Dupuis    | Kanada    | Ú | 16 | 0  | 0  | 0  | 8  |

### brankáři
| hráč              |        | Z  | V  | nuly | %     |
| ----------------- | ------ | -- | -- | ---- | ----- |
| Marc-André Fleury | Kanada | 24 | 16 | 0    | 90,82 |
| Mathieu Garon     | Kanada | 1  | 0  | 0    | 100   |